# Armando Magliotto
Armando Magliotto (Villafranca, 26 ottobre 1927 – Savona, 4 novembre 2005) è stato un politico, partigiano e sindacalista italiano.
È stato presidente della Liguria da luglio 1979 a ottobre 1980 e sindaco di Savona dal 1990 al 1992.

## Biografia
Durante la Resistenza ha fatto parte della quarta brigata partigiana Garibaldi e il suo nome di battaglia fu "Baracca". 
Nel dopoguerra è operaio e sindacalista della FIOM, dapprima come membro della segreteria di categoria e poi, dal 1955, come segretario categoriale savonese. Nell'ottobre del 1961 diventa segretario generale della Camera del Lavoro CGIL di Savona, carica che mantiene fino al 1970.
Nel 1962 era entrato intanto nel comitato centrale del Partito Comunista Italiano e con esso viene eletto consigliere regionale in Liguria nel 1970 e nel 1975. Da luglio 1979 a ottobre 1980 è presidente della Liguria, mentre dal novembre successivo al settembre 1981 è presidente del Consiglio regionale. Viene rieletto per un'ultima volta come consigliere regionale nel 1985, rimanendo in carica fino al 1990. Nell'estate di tale anno diventa sindaco di Savona, carica che mantiene fino all'ottobre 1992. Dopo lo scioglimento del PCI aderì al Partito Democratico della Sinistra.
È morto nel novembre 2005 all'età di 77 anni